# 熊延
熊延（？—前847年），芈姓，熊氏，名延，原名執疵，亦称挚瑕，是楚熊渠的少子。熊渠有三子：長子熊康（熊毋康）、次子熊紅（熊摯紅）、少子熊執疵。熊渠立少子执疵为越章王。熊執疵發動政變，弒次兄熊摯紅代立為楚君，改名熊延。前847年熊延卒，子熊勇立。
| 前任： 兄熊挚红 | 楚國君主 ？—前847年 | 繼任： 子熊勇 |